# Aleksandras Antipovas
Aleksandras Antipovas (né le 9 mars 1955 à Bogdanyu) est un athlète lituanien, représentant l'Union soviétique, spécialiste des courses de fond et de cross-country.
Ses meilleurs temps sont :
- 5 000 m, 13:17.9		à Sotchi  le 8 juin 1979,
- 10 000 m, 27 min 31 s 50, à Prague le 29 août 1978 (médaille de bronze aux Championnats d'Europe)